# 中野恵那
中野 恵那（なかの えな、2000年10月7日 - ）は日本の女性ファッションモデル、タレント、女優である。大阪府河内長野市出身。

## 略歴
2016年より『Popteen』専属モデル。
2017年放送の『真夏のオオカミくんには騙されない❤︎』（AbemaTV）で人気となり、モデル業の他にもテレビや広告など、数多くのメディアに登場。
2018年3月発売『Popteen』で初めて表紙を飾りその後計7回表紙を飾る。
2019年6月発売の『週刊ヤングジャンプ』（2019年30号、集英社）ではセンターグラビアを飾った。『あざとモテ』キャラで10代の支持を得ているSサイズモデル。
2020年6月1日発売『Popteen』（2020年7月号、角川春樹事務所）をもって専属モデルを卒業することを発表。
2020年9月1日発売の『bis』（2020年10月号、光文社）より、レギュラーモデルとして加入することを発表。

## 出演

### イベント
2017年
- 3月 超十代 ULTRA TEENS FES 2017
- 4月 シンデレラフェス2017
- 8月 デジタル超十代

2018年
- 3月 KANSAI COLLECTION 2018 S/S ＠京セラドーム大阪
- 6月 WOL fashion festa
- 7月 東京ガールズコレクション @富山市総合体育館
- 9月 GirlsAward 2018 A/W
- 10月 GIRLS MEETING
- 12月 FASHION LEADERS

2019年
- 3月 KANSAI COLLECTION 2019 S/S
- 3月 超十代 ULTRA TEENS FES 2019
- 4月 シンデレラフェス VOL.6
- 5月 GIRLS MEETING AKASHI-JO 400
- 8月 KANSAI COLLECTION 2019A/W

### 広告
2018年
- ジョイフルまるやまプリズム館 振袖 2018年度カタログイメージモデル
- プリレンジャー 3期生
- KIREIMO100%GIRLS アンバサダー
- スピンズ コラボ商品発売
- RyuRYu コラボ商品発売
- DaTuRa イメージモデル
- CECIL McBEE イメージモデル
- SPINNSコラボ商品発売
- RyuRyuコラボシューズ発売
- ファーストキッチン「ウェンディーズ・ファーストキッチン」ジュエルタピオカ アンバサダー
- フリュー プリントシール機「THECANDYSTUDIO（ザキャンディスタジオ）」イメージモデル
- 振袖「ぷりずむ館」2019年イメージモデル
- 振袖「ふりそでMODE」2019年イメージモデル
- 振袖「HANAMAI」2019年イメージモデル

2019年
- シーンズ カラーコンタクト「3♡BERRY(スリーラブベリー)」プロデュース
- シーンズ コスメ商品 「&she」イメージモデル
- エヌ・ティ・ティ・ソルマーレ 「Lylink（リリンク）」WEB CM
- ドン・キホーテ「キャラクターアパレルコレクション」イメージモデル

2023年
- コープデリ テレビCM

### テレビ
- NEWSなふたり（2017年4月、TBSテレビ）
- 坂上忍と○○の彼女（2018年2月、日本テレビ）
- NEWカップルS（2018年4月、日本テレビ）
- 踊る!さんま御殿!!（2018年8月、日本テレビ）
- アオハルTV（2018年9月、フジテレビ）
- グータンヌーボ2（2019年4月、関西テレビ）
- ヒルナンデス!（2019年7月、日本テレビ）
- 明日着る服を探そう（2019年8月、ABCテレビ）
- しくじり先生 俺みたいになるな!!（2019年9月、テレビ朝日）
- キスマイ超BUSAIKU!?（2023年7月、フジテレビ）

### 配信番組
- 真夏のオオカミくんには騙されない（2017年7月 - 、AbemaTV）
- ゴシップジェネレーション（2017年12月 - 、AbemaTV） - 準レギュラー
- イマっぽTV（2018年4月、AbemaTV）
- 野村周平の時効恋愛feat.ラブ×ドック（2018年4月、AbemaTV）
- イマっぽTV（2018年11月、AbemaTV）
- KANCOS HOLIC（2019年1月、AbemaTV）
- REAL 恋愛殺人捜査班 Episode.3 - 4（2024年7月12日・19日 - 、FOD） - 田村花梨 役

### 映画
- メイヘムガールズ（2022年11月25日、アルバトロス・フィルム） - 北條夏菜 役[6][7]

### 舞台
- タクフェス 第11弾『晩餐』（2023年10月7日 - 12月17日、飯能市市民会館 大ホール ほか） - 江田島安芸 役[8][9]

## 書籍
- スタイルBOOK『ちゃんえな。』2019年3月1日（角川春樹事務所）[10]

### 雑誌
- Popteen（2016年4月 - 2020年6月） - 専属モデル[3][11]
- 週刊ヤングジャンプ 2019年30号（2019年6月、集英社） - 表紙、グラビア[1][2]
- bis（2020年9月 - ） - レギュラーモデル[4]